# Drum național 72A
Der Drum național 72A (rumänisch für „Nationalstraße 72A“, kurz DN72A) ist eine Hauptstraße in Rumänien.

## Verlauf
Die Straße zweigt in Târgoviște vom Drum național 72 nach Nordwesten ab und verläuft durch das Tal des Flusses  Dâmbovița flussaufwärts über Malu cu Flori und Fântânea, wo sie den Drum național 73D aufnimmt, nach dem neben der Stadt Câmpulung gelegenen Valea Mare-Pravăț. Dort endet sie am Drum național 73 (Europastraße 574).
Die Länge der Straße beträgt rund 61,5 Kilometer.